# Рюненберг
Рюненберг (нім. Rünenberg) — громада  в Швейцарії в кантоні Базель-Ланд, округ Зіссах.

## Географія
Громада розташована на відстані близько 65 км на північний схід від Берна, 13 км на південний схід від Лісталя.
Рюненберг має площу 5 км², з яких на 6,9% дозволяється будівництво (житлове та будівництво доріг), 55,4% використовуються в сільськогосподарських цілях, 37,5% зайнято лісами, 0,2% не є продуктивними (річки, льодовики або гори).

## Демографія
2019 року в громаді мешкало 746 осіб (-5,6% порівняно з 2010 роком), іноземців було 8,2%. Густота населення становила 150 осіб/км².
За віковим діапазоном населення розподілялося таким чином: 18% — особи молодші 20 років, 55,9% — особи у віці 20—64 років, 26,1% — особи у віці 65 років та старші. Було 337 помешкань (у середньому 2,2 особи в помешканні).
Із загальної кількості 146 працюючих 31 був зайнятий в первинному секторі, 40 — в обробній промисловості, 75 — в галузі послуг.